# 源和子
源和子（？—947年（天曆元年）），醍醐天皇女御，光孝天皇之女。仁和元年，賜姓源氏(光孝源氏)，入宮，授正三位。後為女御，稱「承香殿女御」。生常明親王、式明親王、有明親王、慶子內親王、韶子內親王、齊子內親王。天歷元年七月，薨。

## 來源
- 【大日本史卷之七十八 列傳第五 后妃五】 （页面存档备份，存于）